# Salavat Rakhmetov
Salavat Rakhmetov, né en 1967 à Oufa (Russie), est un grimpeur russe.

## Palmarès

### Championnats du monde
- 2005 à Munich,  Allemagne
  -  Médaille d'or en bloc

### Championnats d'Europe
- 2002 à Chamonix,  France
  -  Médaille de bronze en bloc
- 1992 à Francfort-sur-le-Main,  Allemagne
  -  Médaille de bronze en difficluté